# Џена Малон
Џена Малон (енгл. Jena Malone; 21. новембар 1984) је америчка глумица и музичарка.
Глумом се бави од дванаесте године када је наступила у телевизијској драми Bastard Out of Carolina. Позната је по улогама у филмовима Контакт, Маћеха, Дони Дарко, Спашени!, Гордост и предрасуде, У дивљину, Рушевине, Изненадни ударац и Игре глади: Лов на ватру.

## Филмографија
| Филмови             |                                      |               |                         |           |
| Година              | Српски назив                         | Изворни назив | Улога                   | Напомене  |
| 1997                | Контакт                              |               | млађа Ели               |           |
| 1998                | Маћеха                               |               | Ана Харисон             |           |
| 2001                | Дони Дарко                           |               | Гречен Рос              |           |
| 2003                | Хладна планина                       |               | девојка на скели        |           |
| 2004                | Покретни дворац                      |               | Лети                    | глас      |
| 2005                | Гордост и предрасуде                 |               | Лидија Бенет            |           |
| 2007                | У дивљину                            |               | Карин Макандлес/наратор |           |
| 2013                | Игре глади: Лов на ватру             |               | Џоана Мејсон            |           |
| 2014                | Игре глади: Сјај слободе - Први део  |               | Џоана Мејсон            |           |
| 2015                | Игре глади: Сјај слободе - Други део |               | Џоана Мејсон            |           |
| Телевизијске серије |                                      |               |                         |           |
| 1998                | Одељење за убиства                   |               | Деби Страуб             | 2 епизоде |